# Mercury Milan
Mercury Milan — среднеразмерный автомобиль, который выпускался подразделением Mercury компании Ford Motor Company. Название Milan автомобиль получил в честь итальянского города Милан.

## Описание
Впервые Mercury Milan был представлен 1 августа 2005 года на Чикагском автосалоне. Представляет собой аналога Ford Fusion и Lincoln MKZ.
Модель выпущена на платформе CD3 со стандартным цельным шасси. В стандартной комплектации компоновка автомобиля была переднеприводной, а с 2007 года автомобиль опционально оснащался полноприводной компоновкой. Автомобиль приводился в движение двигателями Duratec объёмом 2,3—3,0 л. В марте 2009 года также был представлен гибридный автомобиль.
Последний Mercury Milan сошёл с конвейера 17 декабря 2010 года.

## Технические характеристики
| Двигатель                                | Годы производства | Мощность                                      | Крутящий момент         | Трансмиссия          | Расход топлива                                                                            |
| ---------------------------------------- | ----------------- | --------------------------------------------- | ----------------------- | -------------------- | ----------------------------------------------------------------------------------------- |
| 2.3 L Duratec I4                         | 2005—2009         | 160 л. с. (118 кВт) при 6250 об/мин           | 212 Н⋅м при 4250 об/мин | 5-скор. МКПП (G5M)   | 12 л/100 км 8,1 л/100 км                                                                  |
| 2.3 L Duratec I4                         | 2005—2009         | 160 л. с. (118 кВт) при 6250 об/мин           | 212 Н⋅м при 4250 об/мин | 5-скор. АКПП (FNR5)  | 12 л/100 км 8,4 л/100 км                                                                  |
| 2.5 L Duratec I4                         | 2009—2010         | 175 л. с. (129 кВт) при 6000 об/мин           | 233 Н⋅м при 4500 об/мин | 6-скор. МКПП (G6M)   | 11 л/100 км 7,6 л/100 км                                                                  |
| 2.5 L Duratec I4                         | 2009—2010         | 175 л. с. (129 кВт) при 6000 об/мин           | 233 Н⋅м при 4500 об/мин | 6-скор. АКПП (6F35)  | 10 л/100 км 6,9 л/100 км (16-дюймовые диски) 11 л/100 км 7,6 л/100 км (17-дюймовые диски) |
| 2.5 L Duratec I4 Цикл Аткинсона (Hybrid) | 2009—2010         | 156 л. с. (115 кВт) при 6000 об/мин           | 184 Н⋅м при 2250 об/мин | Aisin CVT            | 5,7 л/100 км 6,5 л/100 км                                                                 |
| 3.0 L Duratec V6 FWD                     | 2007—2009         | 221 л. с. (163 кВт) при 6250 об/мин           | 278 Н⋅м при 4800 об/мин | 6-скор. АКПП (TF-80) | 13 л/100 км 9 л/100 км                                                                    |
| 3.0 L Duratec V6 AWD                     | 2007—2009         | 221 л. с. (163 кВт) при 6250 об/мин           | 278 Н⋅м при 4800 об/мин | 6-скор. АКПП (TF-80) | 14 л/100 км 9,4 л/100 км                                                                  |
| 3.0 L Duratec V6 FWD                     | 2009—2010         | 240 л. с. (177 кВт) при 6550 об/мин (165 кВт) | 302 Н⋅м при 4300 об/мин | 6-скор. АКПП (6F35)  | 13 л/100 км 8,7 л/100 км                                                                  |
| 3.0 L Duratec V6 AWD                     | 2009—2010         | 240 л. с. (177 кВт) при 6550 об/мин (165 кВт) | 302 Н⋅м при 4300 об/мин | 6-скор. АКПП (6F35)  | 13 л/100 км 9,4 л/100 км                                                                  |

## Продажи
| Год  | Продажи в Америке |
| ---- | ----------------- |
| 2005 | 5,321             |
| 2006 | 35,853            |
| 2007 | 37,244            |
| 2008 | 31,393            |
| 2009 | 27,403            |
| 2010 | 28,912            |

## Галерея
- 2006 Mercury Milan Premier
- 2006–2009 Mercury Milan
- Интерьер
- 2010 Mercury Milan Hybrid
- 2010 Mercury Milan Premier
- 2010 Mercury Milan Hybrid